# Norvel Lee
Norvel Lee est un boxeur américain né le 22 septembre 1924 à Eagle Rock, Virginie, et mort le 19 août 1992 à Bethesda, Maryland.

## Carrière
Champion olympique aux Jeux de Helsinki en 1952 en mi lourds, il remporte également la médaille de bronze aux Jeux panaméricains de Buenos Aires en 1951 et de Mexico en 1955 dans la catégorie poids lourds.

## Parcours auxJeux olympiques
Jeux olympiques d'été de 1952 à Helsinki (poids mi-lourds) :
- Bat Claude Arnaiz (France) 3-0
- Bat Tadeusz Grzelak (Pologne) 3-0
- Bat Harri Walfrid Siljander (Finlande) 3-0
- Bat Antonio Pacenza (Argentine) 3-0